# Каратоган (Талгарський район)
Каратога́н (каз. Қаратоған) — село у складі Талгарського району Алматинської області Казахстану. Входить до складу Нуринського сільського округу.
Населення — 283 особи (2021; 324 у 2009, 363 у 1999, 322 у 1989).